# Mesochorus tenuis
Mesochorus tenuis là một loài tò vò trong họ Ichneumonidae.